# Andri Guðjohnsen
Andri Guðjohnsen (Londres, Inglaterra, 29 de enero de 2002) es un futbolista islandés que juega como delantero en el K. A. A. Gante de la Primera División de Bélgica.
Es hijo del exfutbolista internacional Eiður Guðjohnsen.

## Trayectoria
Nacido en Londres, en agosto de 2018 llegó a las categorías inferiores del Real Madrid Club de Fútbol procedente del Real Club Deportivo Espanyol. Estuvo cuatro años y jugó con el filial, marchándose en julio de 2022 a Suecia después de fichar por el I. F. K. Norrköping. Tras un año allí, en agosto de 2023 fue prestado al Lyngby BK para la temporada 2023-24. Este equipo lo adquirió en propiedad el siguiente mes de abril y firmó por tres años, pero en junio fue traspasado al K. A. A. Gante.

## Selección nacional
Andri ha jugado con las categorías inferiores de Islandia. El 25 de agosto de 2021 fue convocado por primera vez con la selección absoluta, e hizo su debut el 2 de septiembre en la derrota por 0-2 contra Rumania. Entró como sustituto en el minuto 79 en lugar de Albert Guðmundsson. Tres días después marcó su primer gol como internacional en el empate a dos goles frente a Macedonia del Norte, apenas dos minutos después de haber ingresado en el encuentro en el minuto 82.

## Estadísticas

### Clubes
Actualizado al último partido disputado el 6 de noviembre de 2022.
| Club                                | Div.          | Temporada     | Liga  | Liga  | Liga   | Copas nacionales | Copas nacionales | Copas nacionales | Copas internacionales | Copas internacionales | Copas internacionales | Total | Total | Total  | Media goleadora |
| Club                                | Div.          | Temporada     | Part. | Goles | Asist. | Part.            | Goles            | Asist.           | Part.                 | Goles                 | Asist.                | Part. | Goles | Asist. | Media goleadora |
| ----------------------------------- | ------------- | ------------- | ----- | ----- | ------ | ---------------- | ---------------- | ---------------- | --------------------- | --------------------- | --------------------- | ----- | ----- | ------ | --------------- |
| Real Madrid Castilla C. F. · España | 1.ª F         | 2021-22       | 21    | 4     | –      | –                | –                | –                | Inaccesibles          | Inaccesibles          | Inaccesibles          | 21    | 4     | 0      | 0.19            |
| I. F. K. Norrköping · Suecia        | 1.ª           | 2022          | 13    | 1     | –      | 1                | –                | –                | Inaccesibles          | Inaccesibles          | Inaccesibles          | 14    | 1     | 0      | 0.07            |
| Total carrera                       | Total carrera | Total carrera | 34    | 5     | 0      | 1                | 0                | 0                | 0                     | 0                     | 0                     | 35    | 5     | 0      | 0.11            |
| 1. 2. 3.                            |               |               |       |       |        |                  |                  |                  |                       |                       |                       |       |       |        |                 |

### Selecciones
Actualizado al último partido disputado el 6 de junio de 2022.
| Equipo            | Año               | Amistosos | Amistosos | Amistosos | Eliminatorias | Eliminatorias | Eliminatorias | Continental | Continental | Continental | Mundial     | Mundial     | Mundial     | Total | Total | Total  | Media goleadora |
| Equipo            | Año               | Part.     | Goles     | Asist.    | Part.         | Goles         | Asist.        | Part.       | Goles       | Asist.      | Part.       | Goles       | Asist.      | Part. | Goles | Asist. | Media goleadora |
| Sub-17 Islandia   | 2017              | 2         | –         | –         | 3             | 2             | –             | –           | –           | –           | –           | –           | –           | 5     | 2     | 0      | 0.40            |
| Sub-17 Islandia   | 2018              | –         | –         | –         | 3             | 1             | –             | –           | –           | –           | Inexistente | Inexistente | Inexistente | 3     | 1     | 0      | 0.33            |
| Sub-17 Islandia   | 2019              | –         | –         | –         | 3             | 4             | 1             | 3           | 1           | –           | –           | –           | –           | 6     | 5     | 1      | 0.83            |
| Sub-18 Islandia   | 2017              | 1         | –         | –         | –             | –             | –             | Inexistente | Inexistente | Inexistente | Inexistente | Inexistente | Inexistente | 1     | 0     | 0      | 0               |
| Sub-18 Islandia   | 2018              | 2         | –         | –         | –             | –             | –             | Inexistente | Inexistente | Inexistente | Inexistente | Inexistente | Inexistente | 2     | 0     | 0      | 0               |
| Sub-19 Islandia   | 2018              | –         | –         | –         | 3             | 2             | –             | –           | –           | –           | Inexistente | Inexistente | Inexistente | 3     | 2     | 0      | 0.67            |
| Sub-19 Islandia   | 2019              | 2         | –         | 1         | 3             | 1             | 1             | –           | –           | –           | Inexistente | Inexistente | Inexistente | 5     | 1     | 2      | 0.20            |
| Absoluta Islandia | 2021              | –         | –         | –         | 6             | 2             | –             | –           | –           | –           | Inexistente | Inexistente | Inexistente | 6     | 2     | 0      | 0.33            |
| Absoluta Islandia | 2022              | –         | –         | –         | –             | –             | –             | 1           | –           | –           | Inexistente | Inexistente | Inexistente | 1     | 0     | 0      | 0               |
| Total absoluta    | Total absoluta    | 0         | 0         | 0         | 6             | 2             | 0             | 1           | 0           | 0           | 0           | 0           | 0           | 7     | 2     | 0      | 0.29            |
| Total selecciones | Total selecciones | 7         | 0         | 1         | 21            | 12            | 2             | 4           | 1           | 0           | 0           | 0           | 0           | 32    | 13    | 3      | 0.41            |
| 1. 2. 3.          |                   |           |           |           |               |               |               |             |             |             |             |             |             |       |       |        |                 |

#### Goles como internacional absoluto
| 1. | 5 de septiembre de 2021 | Laugardalsvöllur, Reikiavik | Macedonia del Norte | 2 - 2 | 2 - 2 | Clasif. Mundial 2022 |
| 2. | 11 de octubre de 2021   | Laugardalsvöllur, Reikiavik | Liechtenstein       | 4 - 0 | 4 - 0 | Clasif. Mundial 2022 |